# Przeznaczenie (film 1928)
Przeznaczenie – polski niemy melodramat filmowy z 1928 roku w reżyserii Janusza Stara.
Scenariusz filmu powstała w oparciu o powieść Leo Belmonta pt. "Przeznaczenie" i został - ze względów promocyjnych - podpisany jego nazwiskiem. Rzeczywistym autorem scenariusza był Janusz Star.

## Fabuła
Mały Zbyszko podróżuje z rodzicami pociągiem nad morze. Gdy pociąg staje w polu, dziecko wybiega za piłką z wagonu. Pociąg rusza w dalszą drogę, a rodzice Zbyszka dopiero po jakimś czasie zauważają zniknięcie dziecka. Poszukiwania nie dają rezultatu.
Tymczasem Zbyszka przygarnia stary rybak, których wychowuje również wnuczkę, Martę. Po jego śmierci dzieci trafiają do wędrownego kuglarza, który wykorzystuje je podczas występów, czasami bardzo niebezpiecznych. Podczas jednego z nich kuglarz rani dziewczynkę, a następnie oddaje ją do sierocińca. Zbyszko wyrusza na poszukiwania Marty, którą w końcu odnajduje.
Mijają lata. Zbyszko jest inżynierem i właśnie zaręczył się z piękną Nelly. Marta natomiast pisze powieść autobiograficzną, dzięki której zyskuje rozgłos i sławę. Książkę czyta matka Zbyszka, która uświadamia sobie, że jej syn żyje. Ona sama niedawno rozeszła się z mężem. Po wielu wydarzeniach udaje jej się odnaleźć syna. Okazuje się również, że Zbyszko i Nelly nie mogą się pobrać, ponieważ są rodzeństwem - kobieta jest córką ojca Zbyszka z pierwszego małżeństwa. Zbyszko z Martą mogą się pobrać.

## Obsada
- Musia Dajches - mały Zbyszko
- Fred Sym - Zbyszko w wieku dojrzałym
- Bianka Dodo - mała Marta
- Maria Ambroziewiczówna - Marta w wieku dojrzałym
- Mariusz Maszyński - Stanisław Mirski, ojciec Zbyszka
- Helena Gromnicka - Janina Mirska, matka Zbyszka
- Konstanty Meglicki - rybak Mikołaj Swoboda, dziadek Marty
- Mila Kamińska - pani Mila, pierwsza żona Mirskiego
- Nina Olida - Nelly, córka pani Mili
- Karol Hanusz - Alfred Szubin
- Julian Krzewiński - wędrowny kuglarz Rudolf Schmidt
- Paulina Apte - żona Schmidta
- Benedykt Hertz - karczmarz
- Henryk Rzętkowski
- Adam Brodzisz